# Laurenty (Kniaziew)
Laurenty, imię świeckie Jewgienij Iwanowicz Kniaziew (ur. 1877 w Kaszyrze, zm. 6 listopada 1918 w Niżnym Nowogrodzie) – rosyjski biskup i święty prawosławny.

## Życiorys
Ukończył seminarium duchowne w Tule, a następnie Petersburską Akademię Duchowną, w której w 1902 otrzymał dyplom kandydata nauk teologicznych. W lutym roku następnego został wyznaczony do pracy w charakterze wykładowcy w Taurydzkim Seminarium Duchownym w Symferopolu. Cztery lata później otrzymał stanowisko inspektora tejże szkoły. 28 stycznia 1912 w monasterze Wałaamskim złożył wieczyste śluby mnisze na ręce arcybiskupa fińskiego i wyborskiego Sergiusza, przyjmując imię zakonne Laurenty. 28 stycznia 1912 został rektorem seminarium duchownego w Wilnie, w związku z tym w marcu tego samego roku otrzymał godność archimandryty. Równocześnie sprawował obowiązki namiestnika monasteru Trójcy Świętej w Wilnie.
W 1917, dzięki rekomendacji arcybiskupa wileńskiego i litewskiego Tichona, archimandryta Laurenty został nominowany na biskupa bałachnińskiego, wikariusza eparchii niżnonowogrodzkiej. Ceremonię chirotonii w soborze Przemienienia Pańskiego w Niżnym Nowogrodzie 19 lutego 1917 również poprowadził arcybiskup Tichon.
Jako wikariusz eparchii niżnonowogrodzkiej kierował eparchialnym bractwem misyjnym Krzyża Świętego i radą odpowiadającą za prowadzone przez administraturę szkoły. Zajmował się także wdrażaniem ustaleń na Soborze Lokalnym w latach 1917–1918 dotyczących reorganizacji parafii. Kierował Pieczerskim Monasterem Wniebowstąpienia Pańskiego na prawach przełożonego, tam też regularnie odprawiał nabożeństwa. W marcu 1917 założył bractwo Przemienienia Pańskiego, którego celem miało być ożywienie religijności mieszkańców eparchii. Od lata 1917 tymczasowo kierował całą eparchią niżnonowogrodzką, początkowo zastępując jej ordynariusza, arcybiskupa Joachima, a gdy ten odszedł w stan spoczynku – jako locum tenens.
W końcu stycznia 1918 biskup Laurenty zorganizował zebranie duchowieństwa eparchii, w czasie którego uchwalony został protest przeciwko antyreligijnej polityce nowych, porewolucyjnych władz gubernialnych, przekazany następnie radzie delegatów robotniczych i żołnierskich i komisarzowi gubernialnemu. 2 lutego 1918 w Niżnym Nowogrodzie odbyła się procesja, stanowiąca wyraz poparcia dla klątwy rzuconej przez patriarchę Tichona na "czyniących nieprawość i prześladowców wiary i Cerkwi Prawosławnej". Przed procesją biskup Laurenty wygłosił w soborze Przemienienia Pańskiego kazanie o pokojowej walce z wrogami prawosławia. W innych miejscach w mieście publicznie czytany był list patriarchy.
Na przełomie czerwca i lipca tego samego roku pod kierownictwem Laurentego zebrał się zjazd duchowieństwa i świeckich, który miał wybrać nowego ordynariusza eparchii niżnonowogrodzkiej. Sam był jednym z kandydatów na ten urząd i ostatecznie zajął w głosowaniu drugie miejsce. Jeszcze przed zatwierdzeniem wyboru przez patriarchę moskiewskiego i całej Rusi w Niżnym Nowogrodzie doszło do masowych aresztowań kapłanów. W sierpniu 1918 władze oznajmiły ponadto, że konfiskacie podlegać będzie cały majątek nieruchomy Cerkwi oraz cenne wyposażenie świątyń. Z inicjatywy biskupa Laurentego zjazd duchowieństwa oprotestował tę inicjatywę, w szczególności zapowiedzi zamykania monasterów i cerkwi, wzywając do oporu także świeckich.
3 września 1918 Czeka przeprowadziła przeszukanie w siedzibie biskupa. Władze bolszewickie uznały sierpniowy protest duchowieństwa za wzywanie do zbrojnego oporu. Hierarcha został tego samego dnia aresztowany i osadzony w więzieniu w Niżnym Nowogrodzie razem z protoprezbiterem Aleksiejem Porfirjewem i Aleksiejem Nejgardtem, byłym marszałkiem szlachty w guberni niżnonowogrodzkiej i aktywnym działaczem cerkiewnym. Powodem jego uwięzienia było również odprawienie publicznej panichidy po 41 rozstrzelanych przez miejscowy oddział Czeka (wśród ofiar był ks. Nikołaj Orłowski z cerkwi św. Barbary w Niżnym Nowogrodzie oraz Augustyn (Piatnicki), przełożonym monasteru w Orańsku).
W więzieniu Laurenty stale się modlił, otrzymał także zgodę na odprawianie nabożeństw w cerkwi więziennej. Po dwumiesięcznym przetrzymywaniu w areszcie duchowny został skazany na śmierć przez trybunał rewolucyjny razem z ks. Porfirjewem oraz Aleksiejem Nejgardtem i stracony w nocy z 6 na 7 listopada 1918, natychmiast po ogłoszeniu wyroku.
W 1992 został zrehabilitowany.

## Kult
W 2000 biskup Laurenty został zaliczony do Soboru Świętych Nowomęczenników i Wyznawców Rosyjskich. Dzień jego wspomnienia przypada w rocznicę śmierci – 24 października/6 listopada.